# 超级阿拉伯大冒险
《超级阿拉伯大冒险》（又译作）是一款1983年由Sun电子公司制作，雅达利公司出品的平台游戏。游戏后以“阿拉伯夜晚的故事”移植至家用电脑上。以“Super Arabia”为名的FC游戏机版本在日本发行。
玩家的角色是一名阿拉伯王子，目的是拯救公主。王子需要击败画面中的怪兽，并要收集全部的字母，才能过关。